# برج عزرائيلي سارونا
برج عزرائيلي سارونا (بالعبرية: מגדל עזריאלי שרונה)، هو ناطحة سحاب يقع في مجمع حدائق سارونا على طريق بيغن في تل أبيب-يافا. يصل ارتفاعه إلى 238.5 مترًا، ويتكون من 61 طابق. ويعتبر أطول مبنى في إسرائيل منذ عام 2016، حينما تجاوز بطوله برج موشيه أفيف الذي يبلغ طوله 235 مترًا. وقد أُكتمل بنائه في مُنتصف عام 2017.